# Lista de selos de Portugal Colónias - Angola
A categoria Portugal Colónias - Angola inclui a rica colecção das emissões próprias de Angola, como colónia de Portugal, durante o período que medeou da primeira emissão ainda na Monarquia, em 1870, até à última emissão, antes da independência, de 1974.

## Portugal Colónias - Angola
1870
- Angola - Tipo Coroa

1881
- Angola - Tipo Coroa, novas cores

1886
- Angola - D. Luís, Fita Direita

1893
- Angola - D. Carlos I (1893)

1894
- Angola - D. Carlos I, selo de 2 1/2, com sobrecarga

1898
- Angola - D. Carlos I (1898)

1902
- Angola - D. Luís I e D. Carlos I com sobretaxa
- Angola - D. Carlos I com sobrecarga "Provisório"

1903
- Angola - D. Carlos I, novas cores e valores

1905
- Angola - D. Carlos I, com sobretaxa (1905)

1911
- Angola - D. Carlos I, com sobrecarga "República" (1911)

1912
- Angola - D. Manuel II, com sobrecarga "República"
- Angola - D. Carlos I, com sobretaxa (1912)
- Angola - D. Carlos I, com sobrecarga "República" e sobretaxa
- Angola - 4.º Centenário do Descobrimento do Caminho Marítimo para a Índia (sobre selos Africa)
- Angola - 4.º Centenário do Descobrimento do Caminho Marítimo para a Índia (sobre selos Macau)
- Angola - 4.º Centenário do Descobrimento do Caminho Marítimo para a Índia (sobre selos Timor)

1914
- Angola - Ceres (1914)
- Angola - D. Carlos I, com sobrecarga "República" (1914)
- Angola - D. Luís I, com sobrecarga "República" (1914)

1915
- Angola - D. Luís I, com sobrecarga "República" (1915)
- Angola - D. Carlos I, com sobrecarga "República" (1915)

1919
- Angola - D. Carlos I, com sobretaxa (1919)
- Angola - D. Manuel II, com sobretaxa (1919)

1921
- Angola - D. Carlos I, com sobretaxa (1921)
- Angola - D. Manuel II, com sobretaxa (1921)
- Angola - Ceres, com sobretaxa
- Angola - Ceres (1921)

1925
- Angola - Ceres (1925)
- Angola - D. Carlos I, com sobrecarga "República" e sobretaxa (1925)

1931
- Angola - Ceres, com sobretaxa (1931)

1932
- Angola - Ceres, novo tipo

1934
- Angola - Ceres, com sobretaxa (1934)

1935
- Angola - Selos de Porteado, com sobretaxa

1936
- Angola - Ceres, com sobretaxa (1936)

1938
- Angola - Império Colonial Português (1938)
- Angola - Primeira Viagem Presidencial às Colónias

1942
- Angola - Ceres, com sobretaxa (1942)

1945
- Angola - Ceres, com sobretaxa (1945)
- Angola - Império Colonial Português (1945)

1948
- Angola - Ceres, novos valores (1948)
- Angola - Tricentenário da Restauração de Angola
- Angola - Nossa Senhora de Fátima

1949
- Angola - Globo terrestre contornado por aviões
- Angola - Vistas de Angola
- Angola - Centenário da Fundação de Moçâmedes
- Angola - 75.º Aniversário da União Postal Universal

1950
- Angola - 1.ª Exposição Filatélica de Angola
- Angola - Ano Santo

1951
- Angola - Aves de Angola
- Encerramento do Ano Santo

1952
- Angola - 1.º Congresso Nacional de Medicina Tropical
- Angola - Exposição de Arte Sacra Missionária

1953
- Angola - Animais de Angola
- Angola - Centenário do Selo Postal Português

1954
- Angola - 4.º Centenário da Fundação da Cidade de S. Paulo
- Angola - Viagem Presidencial (1954)

1955
- Angola - Mapa de Angola

1956
- Angola - Centenário de Artur de Paiva

1957
- Angola - Tipos Indígenas de Angola
- Angola - Centenário do Padre José Maria Antunes

1958
- Angola - Exposição de Bruxelas
- Angola - Sexto Congresso Internacional de Medicina Tropical e Paludismo
- Angola - 75.º Aniversário do Hospital Maria Pia

1959
- Angola - Centenário da Descoberta da Welwitschia Mirábilis

1960
- Angola - 5.º Centenário da Morte do Infante D. Henrique
- Angola - 10.º Aniversário da Comissão Cooperação Técnica na África ao Sul do Sahará

1961
- Angola - Tipos Femininos de Angola

1962
- Angola - Modalidades Desportivas
- Angola - Erradicação do Paludismo
- Angola - Cinquentenário da Fundação da Cidade Nova de Lisboa

1963
- Angola - Escudos de Armas de Angola
- Angola - 15.º Aniversário do Serviço Internacional para o Combate ao Gafanhoto Vermelho
- Angola - Viagem Presidencial (1963)
- Angola - Escudos de Armas de Angola
- Angola - X Aniversário da TAP
- Angola - Igrejas de Angola

1964
- Angola - Centenário do Banco Nacional Ultramarino
- Angola - Centenário da Associação Comercial de Luanda

1965
- Angola - Centenário da União Postal Internacional das Telecomunicações
- Angola - 25.º Aniversário da DTA

1966
- Angola - Uniformes do Exército
- Angola - 40.º Aniversário da Revolução Nacional
- Angola - Centenário da Congregação do Espírito Santo

1967
- Angola - Centenário do Clube Militar Naval
- Angola - Cinquentenário das Aparições de Nossa Senhora de Fátima
- Angola - 350.º Aniversário da Fundação de Benguela
- Angola - Cinquentenário de Carmona
- Angola - Ordens Honorificas Portuguesas

1968
- Angola - 5.º Centenário do Nascimento de Pedro Alvares Cabral

1969
- Angola - 2.º Centenário da Cidade de Novo Redondo
- Angola - Centenário do Nascimento de Gago Coutinho
- Angola - 5.º Centenário do Nascimento de Vasco da Gama
- Angola - Centenário da Reforma Administrativa Ultramarina
- Angola - 5.º Centenário do Nascimento de D. Manuel I

1970
- Angola - Geologia, Mineralogia e Paleontologia de Angola
- Angola - Centenário do Nascimento do Marechal Carmona
- Angola - Centenário do Município de Malange
- Angola - Centenário do Selo Postal de Angola

1971
- Angola - V Conferência Regional de África da Mecânica dos Solos e Engenharia das Fundações

1972
- Angola - 4.º Centenário da publicação de "Os Lusíadas"
- Angola - 20.º Jogos Olímpicos
- Angola - Cinquentenário da 1.ª Viagem aérea Lisboa - Rio de Janeiro

1973
- Angola - Centenário da OMI-OMM (Organização Meteorológica Mundial)

1974
- Angola - Inauguração de Estações Terrenas - Via Satélite
- Angola - Conchas de Angola
- Angola - Ano Mundial da Filatelia Juvenil

|}